# Церква де Носса Сеньйора в Назаре
39°36′20″ пн. ш. 9°04′36″ зх. д. / 39.6055° пн. ш. 9.0767° зх. д.
Церква де Носса Сеньйора в Назаре — це марійська святиня, яка пам'ятає заступництво Діви Марії. Розташована на вершині пагорба з видом на Назаре, в Португалії, заснована в 14 столітті.

## Легенда
Згідно з Легендою про Назаре, шериф Порто-де-Мос, Дом Фуас Рупіньо, тамплієр, переслідував на коні оленя на вершині пагорба туманним вересневим ранком 1182 року. Коли олень стрибнув через край вершини пагорба у порожнечу, його кінь збирався стрибнути за оленем. Лицар звернувся до Мадонни, котра завдяки надприродним зусиллям змусила коня відвернутися і врятувала життя лицаря. Каплиця Ерміда да Меморія була побудована недалеко від цього місця, над гротом, де стояла статуя Чорної Мадонни, привезена з Назарету. Біля каплиці видно відбиток підкови в скелі.

## Історія

### Будівництво
Церква була заснована в XIV столітті з нагоди прибуття короля Фердинанда на паломництво до Богоматері Назаре. Король не лише наказав виконати роботи в Ерміді да Меморія, але й вирішив побудувати новий храм.
Були зроблені королівські модифікації храму, оскільки Дом Жоао I замовив кілька дерев'яних ґанків. Дом Жоао II переробив план храму, збільшивши його та побудувавши нову головну каплицю. Король Мануїл I замінив дерев'яні ґанки на деякі, що збереглися донині. Церква зазнала різних переформувань, особливо в головній каплиці. За правління Філіпа II портик було відремонтовано та побудовано нові сходи. На прохання Адміністративної ради король Афонсо VI наказав зробити певний ремонт у Святині. Були внесені зміни в структуру храму, арку головної каплиці було збільшено та додано новий трансепт. Робота була закінчена в 1691 році, у церкві встановили латинський хрест, подібний до нинішнього. У 1717 р. храм було відремонтовано та збудовано новий під'їзд до дзвіниці, яка зараз має дві вежі. Коли трансепт був побудований, ректор отець Антоніо Карія доручив нідерландській компанії додати плиткові панелі для оздоблення нового простору. До кінця 1708 року отець Карія отримав креслення та плани на затвердження Адміністративної ради Королівського дому. У жовтні 1709 р. прибуло 6568 плиток голландського кераміста Вілліма Ван дер Клеєта з біблійними епізодами Йосипа та Давида та двома сценами з історії Йони.

### Дизайн інтер'єру
Однонефна форма у вигляді латинського хреста вкрита дерев'яною розписаною стелею. Біля входу в неф зліва знаходиться ікона на полотні, що ілюструє легенду про появу Богоматері Назарета Д. Фуасу Рупіньо . Вівтар зроблений із золота в кінці 17 — го століття. На Троні є маленьке віконце, що ілюструє зображення годуючої Мадонни з дитиною на колінах. Увінчані фігури діадемами 18 століття, подаровані церкві Д. Жоао VI . Священний образ обгорнутий зеленим плащем, прикрашений золотом, подарований Богородиці Д.Жоао V. Увінчані фігури діадемами 18 століття, подаровані церкві Д. Жоао VI. Головна каплиця відокремлена від корпусу церкви аркадою та кількома стовпами, прикрашеними мозаїчним італійським мармуром 19 століття. Коридори Сакристії були покриті синьо-білими плитками португальським майстром Антоніо де Олівейра Бернардесом в 1714 році. майстер Мануель Борхес.
Сходи ведуть до барокового порталу під двома квадратними дзвіницями. Фасад має галерейні прибудови. На прикрашеній позолоченій апсиді зображена невеличка статуя Носса-Сеньора-да-Назаре в освітленій ніші над головним вівтарем. Над перетином однонефа з трансептом — купол та ліхтар.

## Релігійний фестиваль
8 вересня кожного року ромарія (релігійний фестиваль) залучає багато туристів і паломників.

## Галерея

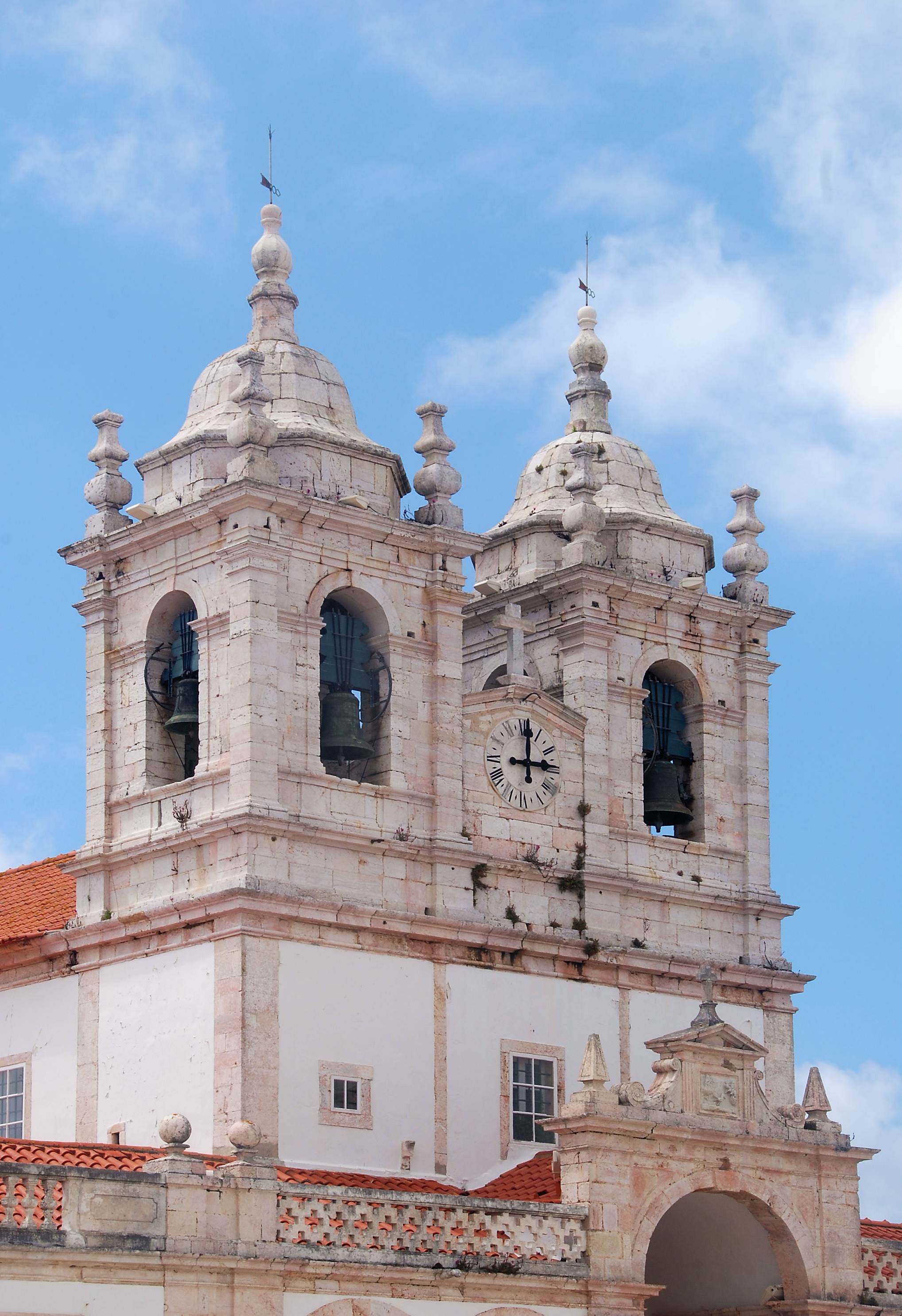
Деталь
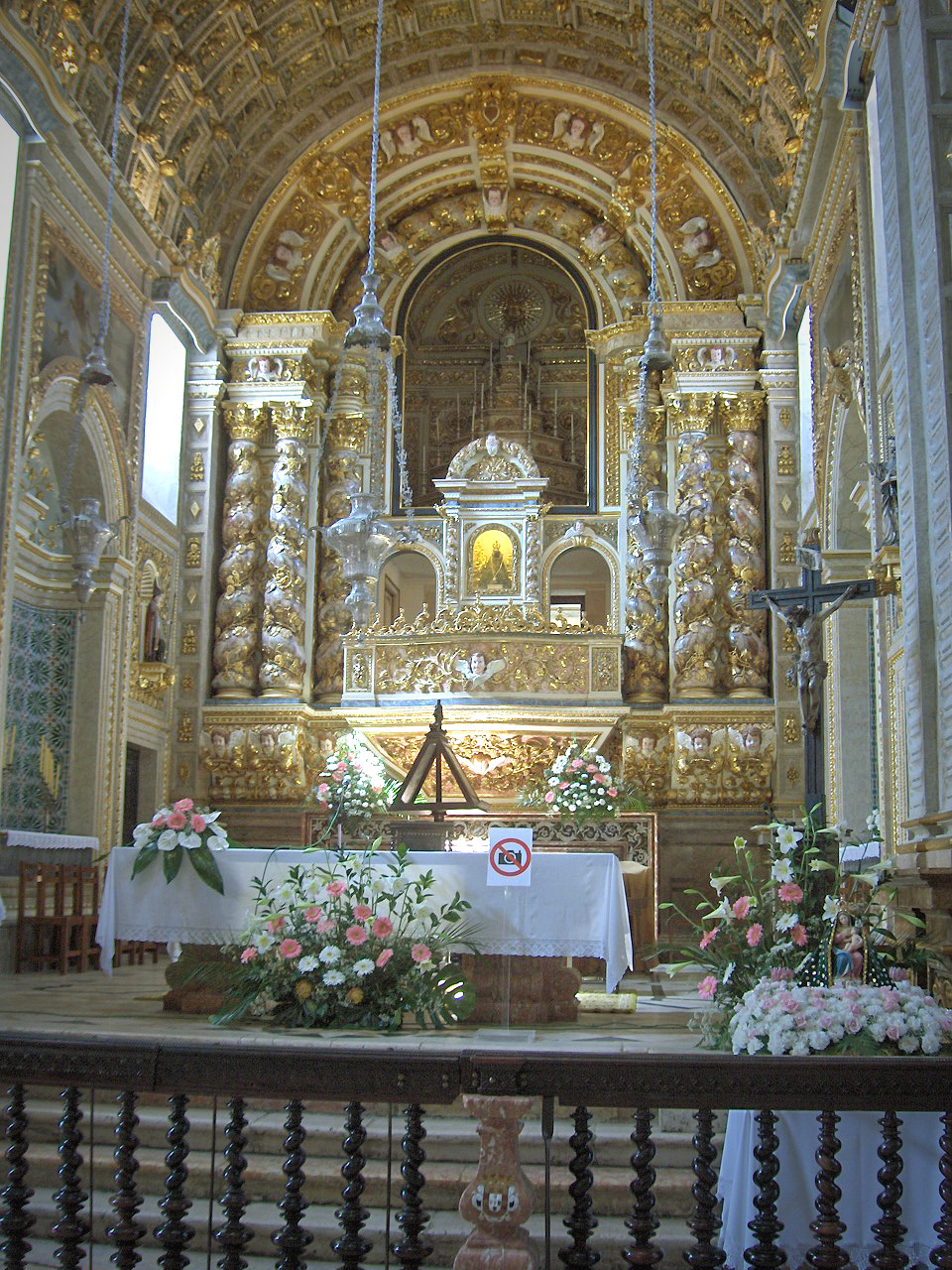
Апсида
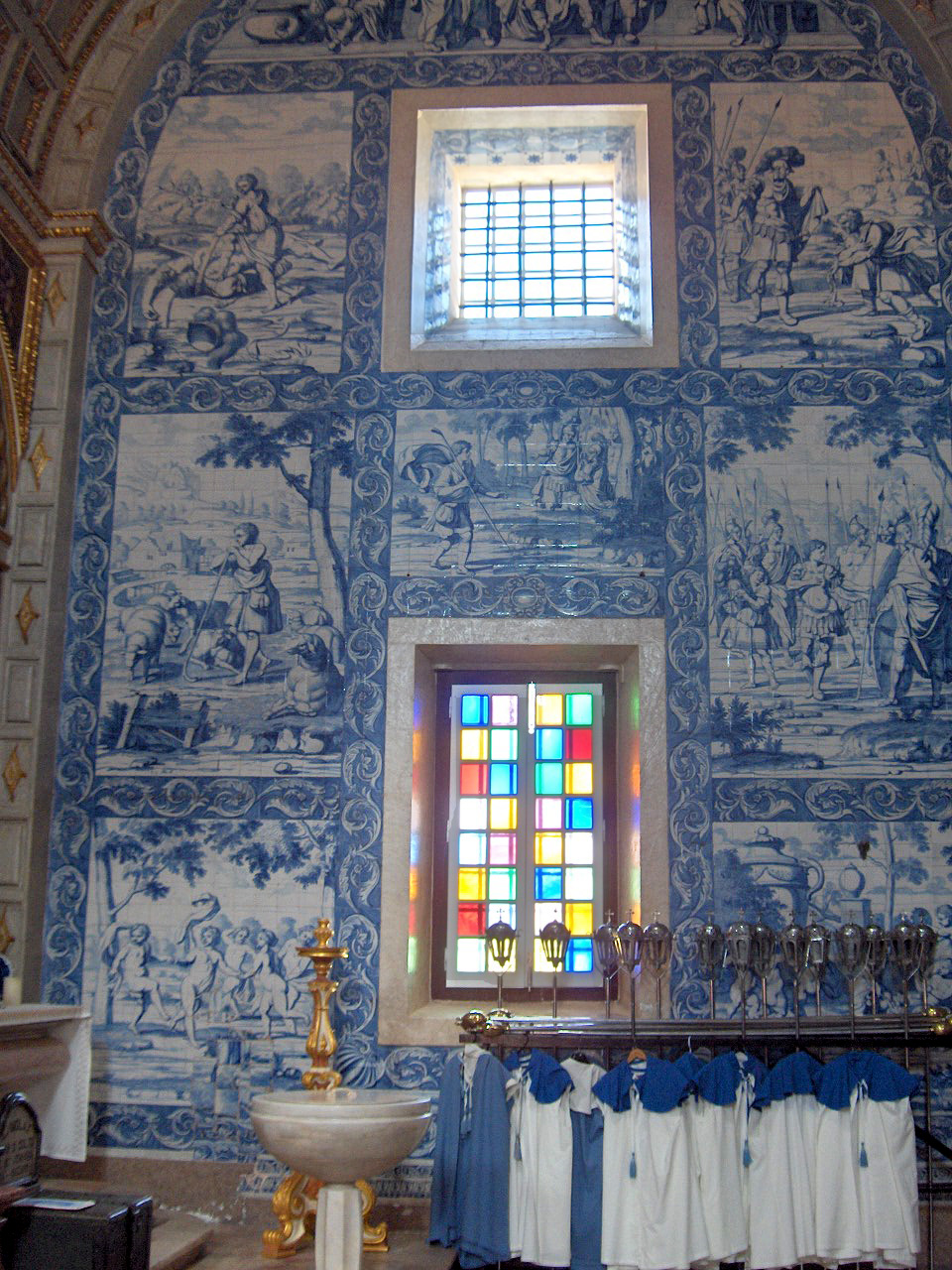
Azulejos Віллема ван дер Клоета в трансепті